# Tetramesa eximia
Tetramesa eximia är en stekelart som först beskrevs av Giraud 1863.  Tetramesa eximia ingår i släktet Tetramesa och familjen kragglanssteklar. Arten är reproducerande i Sverige. Inga underarter finns listade i Catalogue of Life.